# Manfredi (Argentina)
Manfredi é um município da província de Córdova, na Argentina.